# Ariadna insidiatrix
Ariadna insidiatrix là một loài nhện trong họ Segestriidae.
Loài này thuộc chi Ariadna. Ariadna insidiatrix được Jean Victor Audouin miêu tả năm 1826.